# Sławomir Bittner
Sławomir Maciej Bittner, ps. Maciek, Kajman Wojak (ur. 21 lipca 1923 w Warszawie, zm. prawdopodobnie w lutym 1944 tamże) – podporucznik AK, podharcmistrz, pierwszy dowódca 1 kompanii „Felek” Batalionu „Zośka”.

## Życiorys

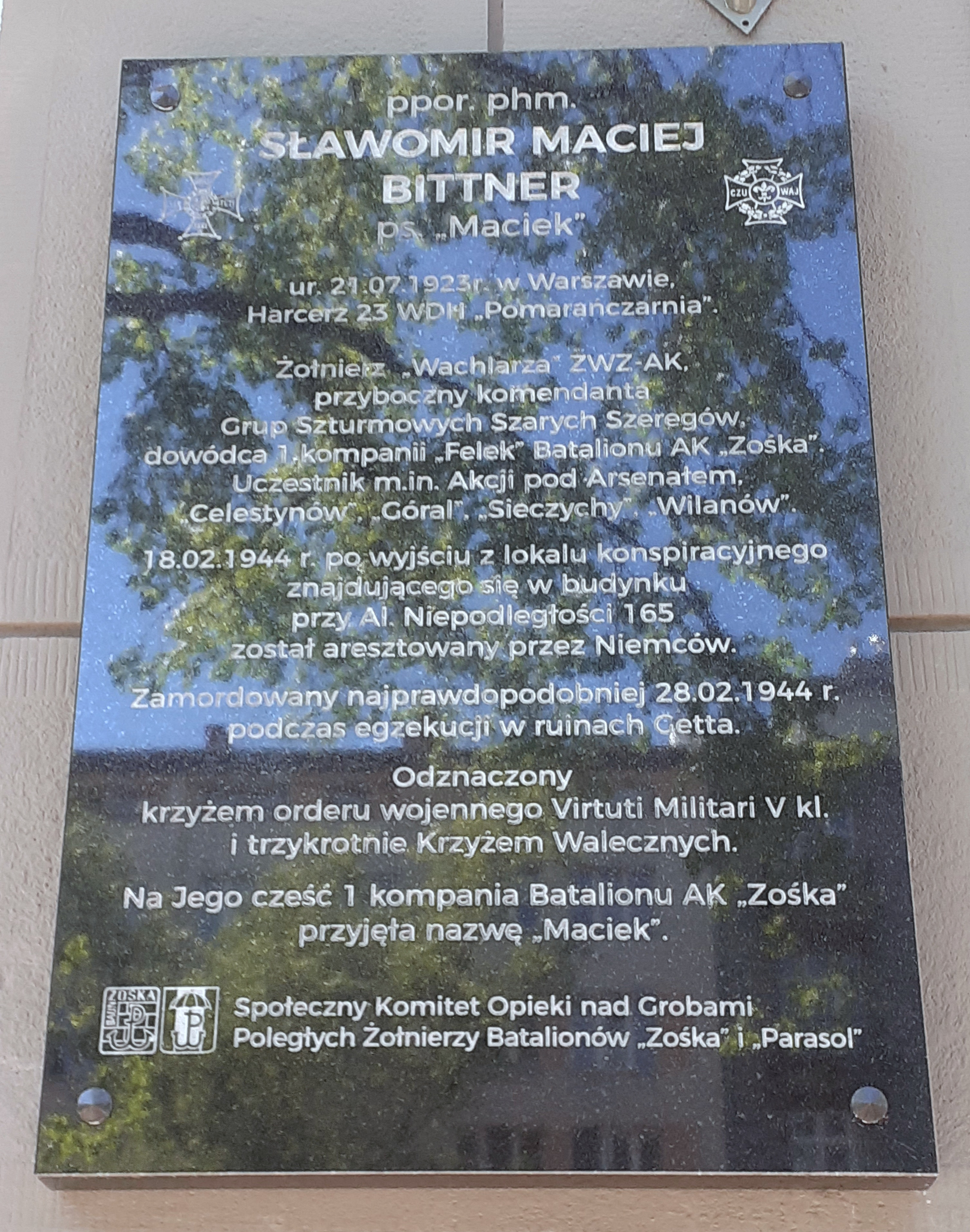
Tablica upamiętniająca Sławomira Macieja Bittnera na ścianie budynku przy al. Niepodległości 165 w Warszawie

Urodził się w Warszawie jako syn Ludwika Bittnera, generała WP, i Anieli Haliny Rychłowskiej. Używał tylko drugiego imienia. Oficer rezerwy piechoty Wojska Polskiego.
Uczył się w gimnazjum we Lwowie, a od lata 1939 w I klasie licealnej I Państwowego Gimnazjum i Liceum im. Stefana Batorego w Warszawie. Należał do 23 Warszawskiej Drużyny Harcerzy im. Bolesława Chrobrego (nazywanej od koloru chust „Pomarańczarnią”).
Uczestniczył w kampanii wrześniowej 1939. Świadectwo dojrzałości uzyskał już na tajnych kompletach w I Państwowym Gimnazjum i Liceum im. Stefana Batorego w 1942. W konspiracji członek ZWZ. Od maja do sierpnia 1942 żołnierz jednego z patroli dywersyjnych IV odcinka „Wachlarza”. Od początku 1943 instruktor minerski w Grupach Szturmowych Szarych Szeregów.
W marcu 1943 był przybocznym komendanta grupy hufców, a od maja 1943 adiutantem ppor. Ryszarda Białousa „Jerzego”, dowódcy Oddziału Specjalnego „Jerzy” (przekształconego później w batalion Zośka).
Po śmierci Feliksa Pendelskiego „Felka” 6 czerwca 1943 został dowódcą plutonu „Centrum”. Z chwilą utworzenia batalionu „Zośka” został dowódcą 1. kompanii „Felek” pod pseud. „Maciek”. Był jednym z najaktywniejszych żołnierzy warszawskich Grup Szturmowych.
Uczestnik wielu akcji bojowych, m.in.:
- dowódca sekcji „Sten I” w akcji pod Arsenałem 26 marca 1943,
- dowódca akcji likwidacyjnej SS-Oberscharführera Herberta Schultza 6 maja 1943,
- dowódca grupy „Więźniarka” w akcji odbicia więźniów na stacji w Celestynowie 19 maja 1943,
- dowódca grupy w akcji Sól przeprowadzonej 27 maja 1943 na Targówku,
- ubezpieczenie mostu w akcji Czarnocin wykonanej 5/6 czerwca 1943,
- ubezpieczenie likwidacji agenta Gestapo wykonanej w lipcu 1943 przez por. „Lenę”,
- dowódca grupy osłonowej w akcji Góral 12 sierpnia 1943,
- dowódca grupy „Atak” w akcji Sieczychy 20 sierpnia 1943,
- uczestnik akcji Wilanów 26 września 1943, samowolnie przejął dowodzenie grupy „Lotnicy”.

Po ukończeniu tzw. Szkoły za Lasem mianowany 15 sierpnia 1943 podharcmistrzem (pseudonim instruktorski „Kajman Wojak”), a po ukończeniu Szkoły Podchorążych Rezerwy Piechoty „Agricola” – podchorążym.
W listopadzie 1943 został awansowany na stopień podporucznika rezerwy piechoty. Aresztowany 18 lutego 1944 po wyjściu z lokalu konspiracyjnego pod adresem al. Niepodległości 165, po czym zaginął. Podejrzewa się, że został rozstrzelany w kilka dni po aresztowaniu w ruinach getta warszawskiego.
Rozkazem dowódcy batalionu „Zośka”, por. Ryszarda Białousa „Jerzego”, z 6 czerwca 1944 na jego cześć przyjęto dla 1. kompanii kryptonim „Maciek”.

## Odznaczenia
- Krzyż Oficerski Orderu Odrodzenia Polski (pośmiertnie, 2023)[5]
- Krzyż Walecznych (nadany 3 maja 1943 za udział w akcji pod Arsenałem)[6]
- Srebrny Krzyż Orderu Virtuti Militari V klasy